# قائمة المسلسلات التاريخية السورية
قائمة بالمسلسلات التلفزيونية السورية التاريخية.

## في عصر ما قبل الإسلام
- الزير سالم:2000
- ذي قار: 2001
- الثأر المر: 2006

## العصر الذهبي للإسلام
- صلاح الدين الأيوبي (مسلسل):2001
- صقر قريش (مسلسل):2002 (رباعية الأندلس)
- الحجاج (مسلسل):2003
- فارس بني مروان:
- ومضات من تاريخنا (مسلسل):2003
- ربيع قرطبة (مسلسل):2003 (رباعية الأندلس)
- المرابطون والأندلس (مسلسل):2005
- الظاهر بيبرس (مسلسل):2005
- ملوك الطوائف (مسلسل):2005 (رباعية الأندلس)
- خالد بن الوليد (مسلسل):2006 و 2007
- سقف العالم (مسلسل): 2007
- قمر بني هاشم (مسلسل): 2008
- القعقاع بن عمرو التميمي (مسلسل):2010
- رايات الحق (مسلسل):2010
- عمر (مسلسل):2012
- أبو جعفر المنصور:
- زمان الوصل -حكاية أندلسية-:
- الإمام أحمد بن حنبل: 2017
- طارق بن زياد: 2022
- هارون الرشيد: 2018
- المهلب بن أبي صفرة:
- مقامات العشق
- سمرقند

## أخرى
- العبابيد (مسلسل):1996
- الفوارس (مسلسل):1999
- البواسل (مسلسل):2000
- المسلوب (مسلسل):2000
- صراع الأشاوس (مسلسل):2004
- أبو زيد الهلالي (مسلسل سوري):2005